# Klapptrittstufe

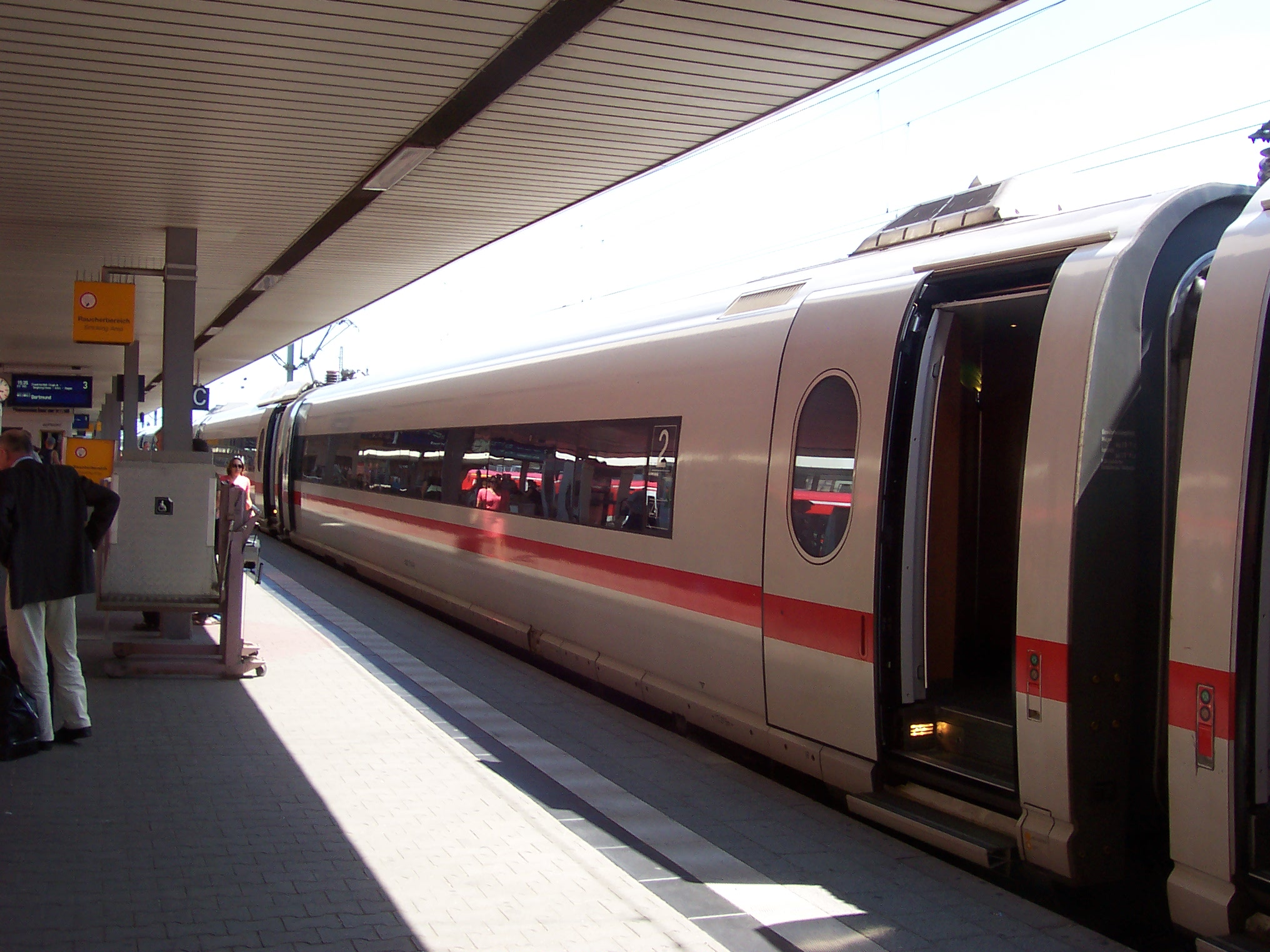
Ausgefahrene Klapptrittstufe an einem ICE 3

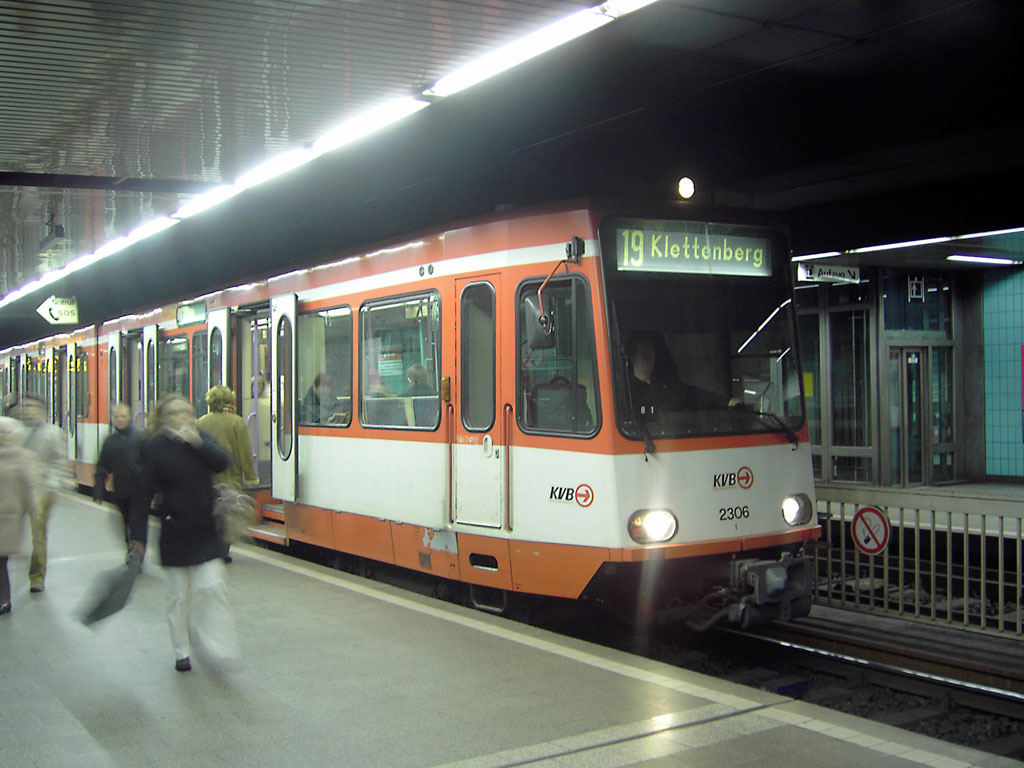
Stadtbahnwagen B mit ausgeklappten Klapptrittstufen

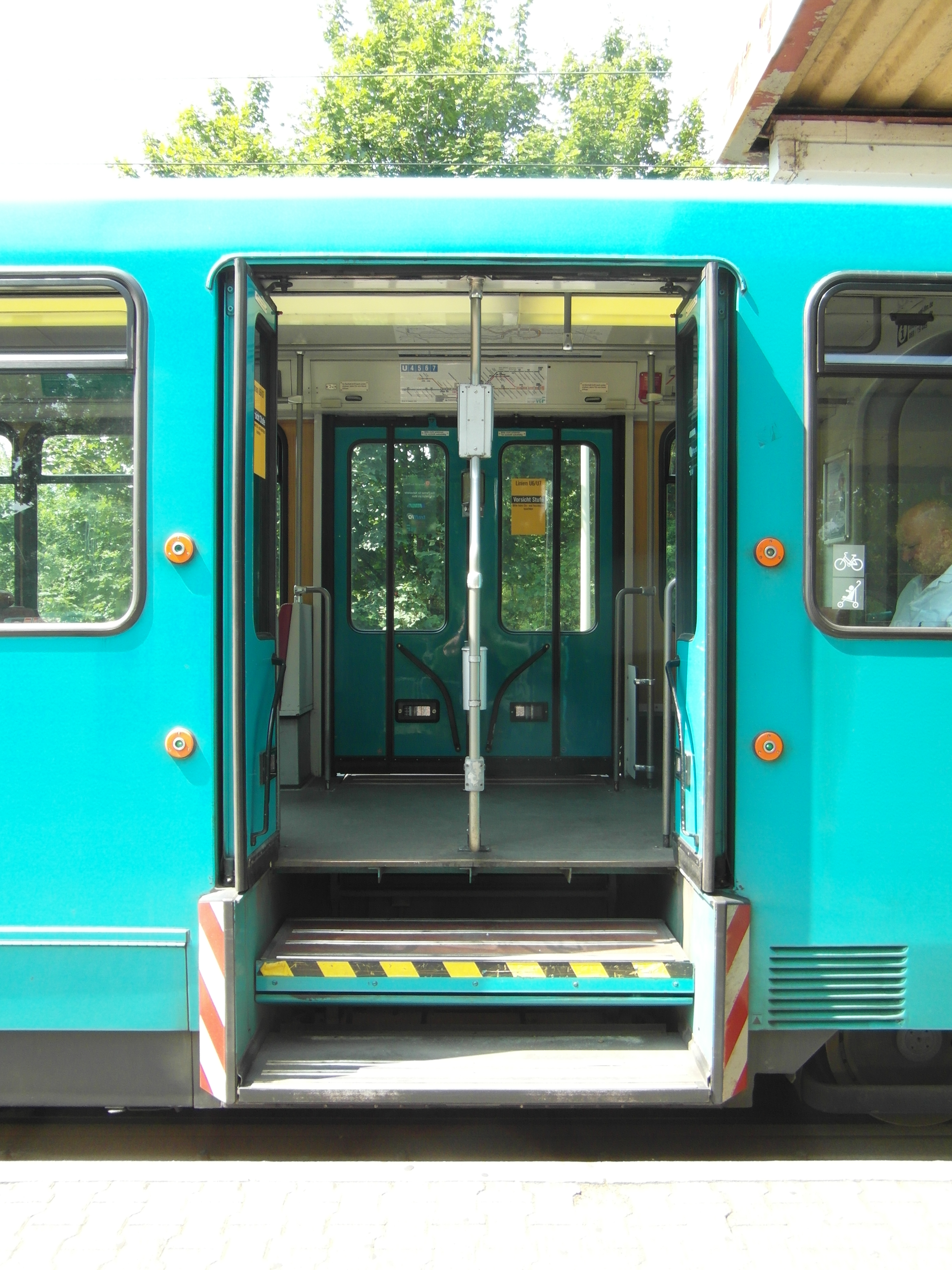
Detailansicht der Klapptrittstufen eines Frankfurter Ptb-Wagens

Eine Klapptrittstufe ist ein technisches Hilfsmittel, um Schienenfahrzeuge an verschiedene Bahnsteighöhen anzupassen. Im Unterschied zu festen Trittstufen wird an Bahnsteigen, deren Höhe dem Fahrzeugboden entspricht, ein stufenloser und damit bequemer Einstieg ermöglicht (im Hinblick auf die Einstiegsbreite trotzdem nicht unbedingt barrierefrei, mehr dazu unten). Alternativ können Klapptrittstufen verwendet werden, um den horizontalen Abstand zwischen Fahrzeug und Bahnsteigkante zu verringern.
Klapptrittstufen finden sich insbesondere bei Stadtbahnwagen und werden bei einigen Eisenbahnfahrzeugen inklusive sämtlicher Baureihen des Intercity-Express verwendet.

## Bauweisen
Die eingefahrene Klapptrittstufe schließt normalerweise bündig mit dem Fahrzeugboden oder der Außenhaut ab. Beim Halt wird die Stufe nach unten oder außen geklappt, wodurch eine 20 bis 40 Zentimeter hohe Stufe entsteht. Aufwendigere Konstruktionen falten die Stufe in der Mitte, wodurch nach dem Klappen eine zweite, feste Stufe freigegeben wird. Dies ermöglicht, entweder einen größeren Höhenunterschied zu überwinden oder die notwendige Stufenhöhe zu verringern und somit einen komfortableren Einstieg zu schaffen. 
Klapptrittstufen können mit darunter angebrachten, nach außen ausfahrenden Schiebetritten zu einer kleinen Treppe kombiniert werden. Dadurch ist beispielsweise der Stadtbahnwagen B in der Lage, sowohl Haltestellen mit bis zu 90 Zentimeter hohen Bahnsteigen, als auch Haltestellen völlig ohne Bahnsteig zu bedienen.

## Problem und Konsequenzen
Klapptrittstufen sind regelmäßig nicht barrierefrei. Dies gilt nicht nur an den Stationen mit Stufenbetrieb, weil als Hilfe zum Überwinden der Stufen regelmäßig Mittelstangen eingebaut sind, die den Zugang mit Rollstühlen oder Kinderwagen behindern bis unmöglich machen. Je nach der zu überwindenden Höhendifferenz ist die Benutzung auch für durchschnittlich bewegliche Fahrgäste beschwerlich, weil die Stufen oft 30 cm und mehr hoch sind.
Auswege:
- Wo der Ausbau des Stadtbahnnetzes weit gediehen ist, werden Haltestellen im Straßenraum mit Hochbahnsteigen ausgestattet (Beispiel: Stadtbahn Hannover).
- In einigen Fällen werden Tunnelstationen auf niedrige Bahnsteige umgebaut. Nach Abschluss dieser Maßnahme können Niederflurfahrzeuge eingesetzt werden. (Beispiele siehe Artikel U-Straßenbahn.)
- Eine Kombination der vorgenannten Konzepte mit Auftrennung des Netzes in ein Hoch- und ein Niederflurnetz. So wurde in Köln zwecks Mischbetrieb mit Straßenbahnfahrzeugen zunächst im Tunnel keine Hochbahnsteige gebaut. Der bereits eingeplante Umbau wurde nur auf einigen Strecken realisiert. Diese werden nun auf hohe Bahnsteige vereinheitlicht, während die anderen Strecken mit niedrigen Bahnsteigen ausgestattet bleiben. Übergänge zwischen diesen beiden Netzen wird es künftig im Linienverkehr nicht mehr geben.

Dort, wo Stadtbahnnetze neu gebaut werden (z. B. Straßburg), wird reiner Niederflurbetrieb angewendet. In der Entstehungszeit der meisten Netze in den 1960er und 1970er Jahren war diese Technik jedoch noch nicht verfügbar, so dass die einzige Möglichkeit für einen ebenen Einstieg ein hoher Bahnsteig war.